# Phrynobatrachus kakamikro
Phrynobatrachus kakamikro é uma espécie de anfíbio anuro da família Phrynobatrachidae. Está presente no Quénia. A UICN classificou-a como deficiente de dados.